# Risto Näätänen
Risto Kalervo Näätänen (14. června 1939 Helsinky – 5. října 2023 Helsinky) byl finský neurovědec a psycholog. Byl synem lékaře Esko Naätänena.
Vystudoval Helsinskou univerzitu a pak pracoval s elektroencefalografem v laboratoři Donalda B. Lindsleyho na Kalifornské univerzitě v Los Angeles. Zabýval se kognitivní psychologií a studiem elektrických aktivit mozku. Zejména zkoumal kognitivní evokované potenciály (ERP) a podle odezvy na akustické podněty stanovoval odchylky vnímání způsobené duševní chorobou nebo dlouhým bezvědomím, nazvané negativita z nesouladu (MMN). Jeho objevy posloužily k výzkumu jazykové a hudební inteligence i k diagnostice nervových poruch. Podílel se také na výzkumu retikulární formace.
V roce 1967 Näätänen získal na Helsinské univerzitě doktorát a v roce 1975 profesuru. Založil zde Oddělení pro kognitivní výzkum mozku a z univerzity odešel až v roce 2007, pak byl ještě hostujícím profesorem na Tartuské univerzitě a na Aarhuské univerzitě. Od roku 1983 také působil ve Finské akademii. Byl členem redakční rady odborných časopisů International Journal of Psychophysiology a NeuroReport. V roce 1990 se stal členem Finské akademie věd a o rok později byl přijat do Academia Europaea. V roce 1997 se stal první osobou, které byla udělena Finská vědecká cena. Obdržel také cenu České lékařské společnosti Jana Evangelisty Purkyně. V letech 1998–1999 byl prezidentem Společnosti pro psychofyziologický výzkum. Podle analýzy Clarivate patří společně s Teuvo Kohonenem k nejcitovanějším finským vědcům ve světě.
Zkoumal rychlost reakce u řidičů motorových vozidel a na základě svých zjištění prosadil omezení nejvyšší povolené rychlosti na finských dálnicích.
Zemřel v roce 2023 na onemocnění Covid-19.